# Beáta Siti
Beáta Siti (Nagykanizsa, 23 settembre 1973) è un'ex pallamanista ungherese.
Con la maglia della nazionale ungherese ha vinto l'argento olimpico ai Giochi di Sydney 2000 e il bronzo olimpico ai Giochi di Atlanta 1996.

## Palmarès

### Club
- EHF Champions League: 1

Dunaferr NK: 1998-1999
- Coppa delle Coppe EHF: 1

Dunaferr NK: 1994-1995
- EHF Cup: 3

Dunaferr NK: 1997-1998
Ikast Bording EH: 2001-2002
Alcoa-FKC: 2004-2005
- Supercoppa europea: 1

Dunaferr NK: 1999
- Campionato ungherese: 2

Dunaferr NK: 1997-1998, 1998-1999
- Coppa d'Ungheria: 2

Dunaferr NK: 1997-1998, 1998-1999
- Campionato danese: 1

Ikast Bording EH: 2001-2002
- Coppa di Danimarca: 1

Ikast Bording EH: 2001-2002

### Nazionale
- Argento olimpico: 1

Sydney 2000
- Bronzo olimpico: 1

Atlanta 1996
- Campionato mondiale

 Argento: Austria-Ungheria 1995
- Campionato europeo

 Oro: Romania 2000
 Bronzo: Paesi Bassi 1998

### Individuale
- Giocatrice dell'anno in Ungheria: 2

1998, 1999
- Migliore giocatrice del campionato europeo: 1

Romania 2000